# Houbricka incisa
Houbricka incisa är en snäckart som först beskrevs av Bush 1899.  Houbricka incisa ingår i släktet Houbricka och familjen Pyramidellidae. Inga underarter finns listade i Catalogue of Life.